# Église Notre-Dame-de-l'Assomption d'Essaouira
L'église Notre-Dame-de-l'Assomption est une église catholique située à Essaouira. Elle dépend de l'archidiocèse de Rabat.

## Historique
L'église Notre-Dame-de-l'Assomption d'Essaouira a été bâtie par des prêtres espagnols et consacrée par Monseigneur Henri Vielle en 1936. Elle se situe dans la ville nouvelle et succède à la vieille église portugaise, située en médina, qui avait tout au long du XIXe siècle servi à la très active communauté de diplomates et de négociants européens de Mogador (ancien nom d'Essaouira). L'église Notre-Dame-de-l'Assomption est située à moins de 200 mètres de la plage et de la corniche de la ville.

## Observations
L'église est une des seules églises du Maroc dont sonnent les cloches le dimanche. Elle abrite, en marge des activités liturgiques, des manifestations culturelles, en particulier dans le cadre du Printemps musical des alizés.

## Articles liés
- Église catholique au Maroc
- Liste des cathédrales du Maroc
- Églises au Maroc